# 加利西亞-沃里尼亞王國
加利西亞-沃里尼亞公國，1253年升格為加利西亞-沃里尼亞王國，史稱羅斯王國，是一個盧森尼亞人（烏克蘭人）在加利西亞和沃里尼亞地區于1199–1349期間建立的一個國家。加利西亞-沃里尼亞王國是基輔羅斯的後繼國家之一，其領土包括了現烏克蘭和白俄羅斯的西部地區以及波蘭和匈牙利東部的部份地區。加利西亞-沃里尼亞王國君主權力較弱，而貴族權力較強，國家曾多次陷入內亂。1239到1240年蒙古人西征後，王公加利西亚的丹尼尔被迫和其他羅斯諸王一樣，在1246年向金帳汗國的拔都宣示臣服，不過他有透過和西歐拉近正式的關係以擺脫蒙古的統治，然而當拔都命令他摧毀領地內東部城池的城牆時他卻照辦了。在1253年他被一位教皇使節冊封為羅斯國王後，正式成為了梵蒂岡官方認可的正統主體。他還不太成功地嘗試過與其他歐洲統治者建立軍事同盟。
波蘭於1349年入主終結了王國與金帳汗國的附庸關係但也同時結束了王國的自治；天主教的波蘭王國是將整個公國吸收納入政體之中。在合併掉王國後，波蘭國王卡齐米日三世將自己頭銜轉為「波蘭的國王及魯塞尼亞的統治者」，1434年原王國土地也被改為魯塞尼亞省（拉丁語：Palatinatus Russiae）建制。

## 简史
12世纪中叶，基辅罗斯在草原民族（主要是波洛夫齐人）的打击下和罗斯王公的内讧中已十分衰弱。据说12世纪中叶基辅附近的切尔尼戈夫已荒无人烟。基辅附近的居民往更为安全的加利西亞地区和伏尔加河上游移动。这也造成了俄罗斯两大新势力——加利西亞－沃里尼亞王國和弗拉基米尔大公国的形成，前者发展为后来的乌克兰民族，后者发展为后来的俄罗斯民族。13世纪蒙古人和立陶宛人入侵以后，蒙古占领区独立发展成现代俄罗斯民族，加利西亞－沃里尼亞王國最终爆發內戰，王國領土被波蘭、立陶宛、匈牙利王國及蒙古金帳汗國爭奪，最終於1392-99年由波兰和立陶宛共同完成入主，加利西亞－沃里尼亞地區在波蘭人、立陶宛人、猶太人、德國人和魯塞尼亞人等共處的複雜環境下，萌生了烏克蘭近代集體共同意識。

## 外部連結
- （简体中文）. 中国大百科全书第三版.   [2023-07-09]. （原始内容存档于2023-07-09）.，该国唯一保存至今的教堂

- Довідник з історії України. За ред. І. Підкови та Р. Шуста. — Київ: Генеза, 1993.

（页面存档备份，存于）
- Галицько-волинські князі
- Ісаєвич Я. Князь і король Данило та його спадкоємці // Дзеркало тижня. 2001, №48 (372)
- Карта Галицько-Волинського князівства

（页面存档备份，存于）
- Володимир-Волинський у «Галереї мистецтв»

### 烏克蘭語
- Борис Яценко, «Слово о полку Ігоревім» та його доба («Slovo o polku Ihorevim» ta joho doba)

（页面存档备份，存于）
- Волинська земля у складі Галицько-Волинського князівства (Volynśka zemľa u skladi Halyćko-Volynśkoho kńazivstva)
- За що боролись (Za ščo borolyś)

（页面存档备份，存于）

## 注解
1. ↑  古東斯拉夫語：
烏克蘭語：，羅馬化：Halytsko-Volynske kniazivstvo
拉丁語：
2. ↑  古東斯拉夫語：，羅馬化：Korolevstvo Rusĭ